# 瓜伊哈纳斯国家公园保留地和海达文物古迹
瓜依哈納斯國家公園保留地和海达文物古迹（英語：Gwaii Haanas National Park Reserve and Haida Heritage Site），是一座位于加拿大不列颠哥伦比亚的国家公园。公园主要坐落在海达瓜伊岛上。“瓜伊哈纳斯”在海達語中意为「美丽的岛屿」。